# Leo Laba Ladjar
Leo Laba Ladjar OFM (Bauraja, Indonésia, 4 de novembro de 1943) é um ministro indonésio e bispo católico romano emérito de Jayapura.

## Biografia
Leo Laba Ladjar entrou na ordem franciscana e recebeu o Sacramento da Ordem em 29 de junho de 1975.
Em 6 de dezembro de 1993, o Papa João Paulo II o nomeou Bispo Titular de Bencenna e o nomeou Bispo Auxiliar de Jayapura. O bispo de Jayapura, Herman Ferdinandus Maria Münninghoff OFM, o consagrou bispo em 10 de abril de 1994; Os co-consagradores foram o Arcebispo de Merauke, Jacobus Duivenvoorde MSC, e o Bispo de Agats, Alphonsus Augustus Sowada O.S.C., e o Bispo de Manokwari-Sorong, Francis Xavier Sudartanta Hadisumarta OCarm. 
Em 29 de agosto de 1997, João Paulo II o nomeou Bispo de Jayapura.
O Papa Francisco aceitou sua aposentadoria em 29 de outubro de 2022.